# Moreno Burattini
Moreno Burattini (San Marcello Pistoiese, 7 settembre 1962) è un fumettista italiano.

## Biografia
Si laurea in Lettere all'Università degli Studi di Firenze con una tesi sulla sceneggiatura dei fumetti.
Nel 1985 idea una fanzine, Collezionare, che riesce a pubblicare per sette anni e sulla quale esordisce come fumettista, creando il suo primo personaggio, "Battista il collezionista". Nel 1992 collabora alla fondazione della rivista Dime Press. Magazzino bonelliano interamente dedicata alla produzione della Sergio Bonelli Editore; collabora anche con alcune riviste specializzate pubblicando articoli di critica e saggi.
Esordisce professionalmente nel 1990 pubblicando una serie di racconti sulla rivista Mostri della Acme; successivamente collabora con l'Intrepido, Cattivik e Lupo Alberto. Nel 1991 scrive la sua prima storia per la collana Zagor della Sergio Bonelli Editore, alla quale ne seguiranno molte altre negli anni. Dal 2001 viene assunto dalla casa editrice come assistente di redazione.
Dal 1991, anno in cui fu pubblicata la sua prima storia, Burattini è diventato negli anni il primo autore per numero di storie del personaggio, superando il suo creatore, Guido Nolitta. Dal gennaio 2007 è il curatore editoriale della collana. A Burattini si devono anche alcuni racconti usciti sugli albi della collana del Comandante Mark, due Speciali annuali della collana Dampyr e alcune storie brevi pubblicate sulla collana Color Tex.
Oltre all'attività fumettistica, Burattini è noto per i suoi saggi dedicati al mondo dei comics e per aver scritto racconti e commedie.

## Riconoscimenti
Per la sua attività al servizio dei fumetti, Burattini è stato insignito nel 1995 con due premi: l'ANAFI come miglior soggettista e il Fumo di China come miglior autore umoristico.
Un altro riconoscimento prestigioso gli è stato consegnato ex aequo col collega Mauro Boselli durante il Lucca Comics del 2003: il Gran Guinigi in qualità di miglior sceneggiatore..
Tre anni dopo, sempre per le sceneggiature, gli viene assegnato il premio Cartoomics.